# Новая Названовка
 Новая Названовка  —  деревня в Колышлейском районе Пензенской области. Входит в состав Названовского сельсовета.

## География
Находится в южной части Пензенской области на расстоянии приблизительно 8 км на юг-юго-восток от районного центра поселка Колышлей.

## История
Основана в начале XX века. В советское время работал колхоз имени Маленкова. Численность населения: 580 человек (1926 год), 467 (1939), 113 (1979), 80 (1989), 66 (1996).

## Население
Население составляло 62 человека (русские 97%) в 2002 году, 62 в 2010.